# Ylläs
Ylläs (Yllästunturi) je 718 metrů vysoká hora na území obce Kolari ve finském Laponsku.

## Lyžařské středisko
Ylläs je oblíbeným běžkařským a sjezdařským střediskem. Marketingovým sloganem oblasti je "Ylläs on ykkönen!", čili "Ylläs je jednička!" V okolí Yllästunturi je k využití 330 km běžkařských tratí (z nichž je 38 km osvětleno), dále 58 sjezdových tratí a 27 vleků.

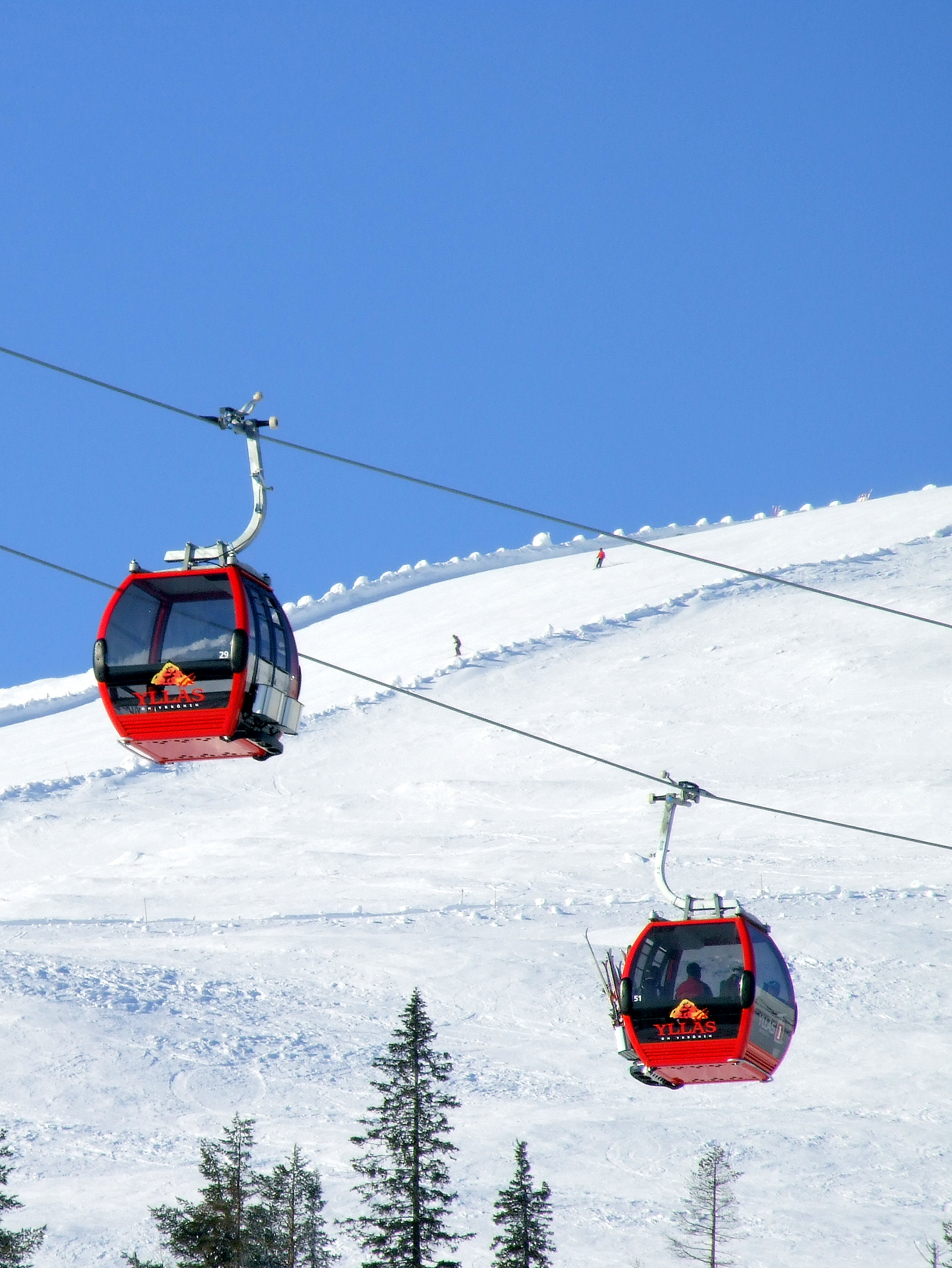
Lanovka v Ylläs